# اولگا گری
اولگا گری (انگلیسی: Olga Grey؛ ۱۰ نوامبر ۱۸۹۶ – ۲۵ آوریل ۱۹۷۳) هنرپیشه اهل ایالات متحده آمریکا بود.
وی بازیگر فیلم‌هایی همچون تولد یک ملت و مکبث بوده است.